# Майкл Обаміна
Майкл Обаміна (англ. Michael Obamina; нар. 11 квітня 2003, Бенін-Сіті, Нігерія) — нігерійський футболіст, півзахисник кременчуцького «Кременя».

## Ранні роки
Народився 11 квітня 2003 року в нігерійському місті Бенін-Сіті. Навчався у футбольній академії «Супер Старз» в нігерійському Уйо. У 2019 році представник Першої ліги України «Рух» (Львів) намагався підписати його, однак через пандемію COVID-19 йому цього зробити не вдалося.

## Клубна кар'єра

### «Рух» (Львів)
У вересні 2021 року приєднався до «Руху», з яким підписав 4-річний контракт та отримав футболку з 41-м ігровим номером. Після переходу грав за команди «Руху» U-17 та U-19. 10 вересня 2021 року дебютував за команду U-19 на 58-й хвилині переможного (3:1) матчу проти луганської «Зорі». У вище вказаному сезоні зіграв у трьох матчах. Наступного сезону знову зіграв у трьох матчах, але цього вистачило для золотих медалей, оскільки «Рух» U-19 виграв чемпіонат. У лютому 2024 року вільним агентом покинув клуб.

### «Рух-2» (Львів)
У 2021 році зіграв один матч за «Рух-2» у чемпіонаті Львівської області. Наступного сезону зіграв 9 матчів та відзначився 1-м голом у чемпіонаті. Його гол став сороковим для гравців «Руху» у Прем’єр-лізі Львівської області. Він також став 845 бомбардиром чемпіонату. У сезоні 2023 року зіграв у семи матчах та відзначився двома голами.
23 листопада 2023 року дебютував за «Рух-2» в програному (1:2) поєдинку Другої ліги України проти вінницької «Ниви», в якому вийшов на поле на 64-й хвилині.

### «Кремінь»
У середині січня тренувався з клубом Першої ліги України «Кременем» (Кременчук). 10 лютого відзначився голом у нічийному (3:3) матчі зимового кубку з «Рокитою». Кремінь повідомив, що Обаміна приєднався до команди 27 лютого. Він підписав 2-річний контракт і взяв футболку під 30-м номером. В офіційних змаганнях дебютував за «Кремінь» 24 березня 2024 року в нічийному (0:0) домашньому поєдинку плей-оф на вибування Першої ліги України проти харківського «Металіста». Майкл вийшов на поле в стартовому складі та відіграв увесь матч. У сезоні 2023/24 років провів 10 матчів у Першій лізі України.

## Статистика виступів

### Клубна
Станом на 13 червня 2024 року
| Клуб               | Сезон             | Ліга                            | Ліга  | Ліга | Кубок | Кубок | Інші  | Інші | Загалом | Загалом |
| Клуб               | Сезон             | Дивізіон                        | Матчі | Голи | Матчі | Голи  | Матчі | Голи | Матчі   | Голи    |
| ------------------ | ----------------- | ------------------------------- | ----- | ---- | ----- | ----- | ----- | ---- | ------- | ------- |
| «Рух U-19» (Львів) | 2021–22           | Прем'єр-ліга України (U-19)     | —     | —    | —     | —     | —     | —    | —       | —       |
| «Рух U-19» (Львів) | 2022–23           | Прем'єр-ліга України (U-19)     | —     | —    | —     | —     | —     | —    | —       | —       |
| «Рух U-19» (Львів) | Загалом           | Загалом                         | —     | —    | —     | —     | —     | —    | —       | —       |
| «Рух-2» (Львів)    | 2021              | Прем'єр-ліга Львівської області | 1     | 0    | —     | —     | —     | —    | 1       | 0       |
| «Рух-2» (Львів)    | 2022              | Прем'єр-ліга Львівської області | 9     | 1    | —     | —     | —     | —    | 9       | 1       |
| «Рух-2» (Львів)    | 2023              | Прем'єр-ліга Львівської області | 7     | 2    | —     | —     | 2     | 0    | 9       | 2       |
| «Рух-2» (Львів)    | 2023–24           | Друга ліга України              | 1     | 0    | —     | —     | —     | —    | 1       | 0       |
| «Рух-2» (Львів)    | Загалом           | Загалом                         | 18    | 3    | —     | —     | 2     | 0    | 20      | 3       |
| «Кремінь»          | 2023–24           | Перша ліга України              | 10    | 0    | —     | —     | —     | —    | 10      | 0       |
| Усього за кар'єру  | Усього за кар'єру | Усього за кар'єру               | 28    | 3    | —     | —     | 2     | 0    | 30      | 3       |

## Досягнення
«Рух U-19» (Львів)
- Прем'єр-ліга України (U-19)
  -  Чемпіон (1): 2022/23[8]